# 昭仁公主
昭仁公主（しょうじんこうしゅ、崇禎10年（1637年） - 崇禎17年3月18日（1644年4月24日））は、明の公主。明の最後の皇帝である崇禎帝の娘である。諱は不詳。
崇禎帝の実録と起居注は編まれておらず、昭仁公主の母親については記録が混乱している。一説には袁皇貴妃とされるが、他の妃嬪某氏が公主の生母だったともされている。
崇禎17年3月18日（1644年4月24日）夜間、順軍に紫禁城が包囲される中、父帝の手で斬殺された。